# Campionati del mondo di ciclismo su strada 1981
I Campionati del mondo di ciclismo su strada 1981 si disputarono a Praga, in Cecoslovacchia, il 30 agosto 1981.
Si disputarono quattro prove, per l'assegnazione di altrettanti titoli:
- Prova in linea femminile, gara di 53 km
- Prova in linea maschile Dilettanti, gara di 187,6 km
- Cronometro a squadre maschile Dilettanti, gara di 100 km
- Prova in linea maschile Professionisti, gara di 281,4 km

## Storia
Dopo il duro circuito dell'edizione del 1980, a Praga si corse su un percorso adatto ai velocisti. Nella prova per professionisti, capitano designato della Nazionale italiana era Giuseppe Saronni, che all'ultimo chilometro sembrava essere nella posizione perfetta per disputare lo sprint lanciato dai compagni di squadra. Gianbattista Baronchelli, che stava tirando, si spostò però troppo presto lasciando il capitano allo scoperto; il belga Freddy Maertens riuscì così a sorpassare Saronni - esausto dopo una volata troppo lunga - e a batterlo, vincendo il suo secondo titolo mondiale. Terzo fu il campione uscente Bernard Hinault.
L'Unione Sovietica vinse con Andrej Vedernikov il suo primo titolo nella prova individuale dilettanti, mentre la cronometro a squadre di categoria fu vinta dalla Germania Est con il quartetto composto da Falk Boden, Bernd Drogan, Mario Kummer e Olaf Ludwig. La tedesca occidentale Ute Enzenauer vinse la prova femminile davanti alla francese Jeannie Longo (alla prima di otto medaglie mondiali).

## Medagliere
| Pos.   | Nazione          | Oro | Argento | Bronzo | Totale |
| ------ | ---------------- | --- | ------- | ------ | ------ |
| 1      | Belgio           | 1   | 1       | 0      | 2      |
| 1      | Unione Sovietica | 1   | 1       | 0      | 2      |
| 3      | Germania Est     | 1   | 0       | 0      | 1      |
| 3      | Germania Ovest   | 1   | 0       | 0      | 1      |
| 5      | Francia          | 0   | 1       | 1      | 2      |
| 6      | Italia           | 0   | 1       | 0      | 1      |
| 7      | Svizzera         | 0   | 0       | 1      | 1      |
| 7      | Stati Uniti      | 0   | 0       | 1      | 1      |
| 7      | Cecoslovacchia   | 0   | 0       | 1      | 1      |
| Totale | Totale           | 4   | 4       | 4      | 12     |

## Sommario degli eventi
| Eventi                        | Oro                                        | Tempo                      | Argento                                           | Tempo   | Bronzo                                         | Tempo   |
| Uomini Professionisti         |                                            |                            |                                                   |         |                                                |         |
| Gara in linea dettagli        | Freddy Maertens Belgio                     | 7h21'59" Media 38,201 km/h | Giuseppe Saronni Italia                           | s.t.    | Bernard Hinault Francia                        | s.t.    |
| Uomini Dilettanti             |                                            |                            |                                                   |         |                                                |         |
| Gara in linea dettagli        | Andrej Vedernikov Unione Sovietica         | 4h47'05"                   | Rudy Rogiers Belgio                               | s.t.    | Gilbert Glaus Svizzera                         | a 48"   |
| Cronometro a squadre dettagli | Germania Est Boden, Drogan, Kummer, Ludwig | 1h59'16"                   | Unione Sovietica Jarkin, Kaširin, Kadacki, Logvin | a 2'50" | Cecoslovacchia Jurčo, Klasa, Kostadinov, Škoda | a 3'12" |
| Donne                         |                                            |                            |                                                   |         |                                                |         |
| Gara in linea dettagli        | Ute Enzenauer Germania Ovest               | 1h30'02"                   | Jeannie Longo Francia                             | s.t.    | Connie Carpenter Stati Uniti                   | s.t.    |